# Radisson, Québec
Radisson je jedino neindijansko selo u Québecu (Kanada) sjeverno od 53. paralele. Osnovali su ga 1974. radnici koji su radili na Hydro Quebec James Bay Projectu, i nalazi se neposredno pred samim završetkom 617 km duge ceste James Bay Road.
Nakon što su radovi bili završeni dio ljudi ostao je tamo živjeti osiguravši opstanak naselju koje danas ima oko 500 stanovnika, za čije potrebe se danas u njemu nalaze jedna trgovina i pumpna stanica te turistički ured.